# Beautiful/ちいさな足跡
「beautiful／ちいさな足跡」（ビューティフル／ちいさなあしあと）は、絢香の11枚目のシングル。2013年2月20日にA stAtionからリリースされた。

## 解説
2011年12月の活動再開後初となるシングル作品。2009年7月にリリースされた活動休止前のラストシングル「みんな空の下」からは3年7か月ぶりのリリースとなる。
通算4作目となる両A面シングル。1曲目の「beautiful」は、水川あさみ主演のテレビドラマ『シェアハウスの恋人』主題歌に起用された。絢香の楽曲がテレビドラマ主題歌に起用されるのは5年ぶりとなる。また2曲目の「ちいさな足跡」は、タイアップとなる資生堂「マキアージュ」のコマーシャルソングとして書き下ろした楽曲である。カップリング曲には、3rdアルバム『The beginning』収録曲である「はじまりのとき」の英語バージョンが収録される。
初回生産限定盤にはA面曲2曲のビデオクリップが収録されたDVDが付属。

## 収録曲
| 全作詞・作曲: 絢香、全編曲: 松浦晃久。 |                                 |      |            |                                                      |
| #                                      | タイトル                        | 作詞 | 作曲・編曲 | タイアップ                                           |
| 1.                                     | 「beautiful」                   | 絢香 | 絢香       | 日本テレビ系テレビドラマ『シェアハウスの恋人』主題歌 |
| 2.                                     | 「ちいさな足跡」                | 絢香 | 絢香       | 資生堂「マキアージュ」CMソング                       |
| 3.                                     | 「はじまりのとき English ver.」 | 絢香 | 絢香       |                                                      |
| 4.                                     | 「beautiful (inst)」            | 絢香 | 絢香       |                                                      |
| 5.                                     | 「ちいさな足跡 (inst)」         | 絢香 | 絢香       |                                                      |

### DVD（初回生産限定盤のみ）
1. beautiful (MUSIC CLIP)
2. ちいさな足跡 (MUSIC CLIP)

## 楽曲の収録アルバム
- レインボーロード (#1, #2)